# Kołtunowa Skała

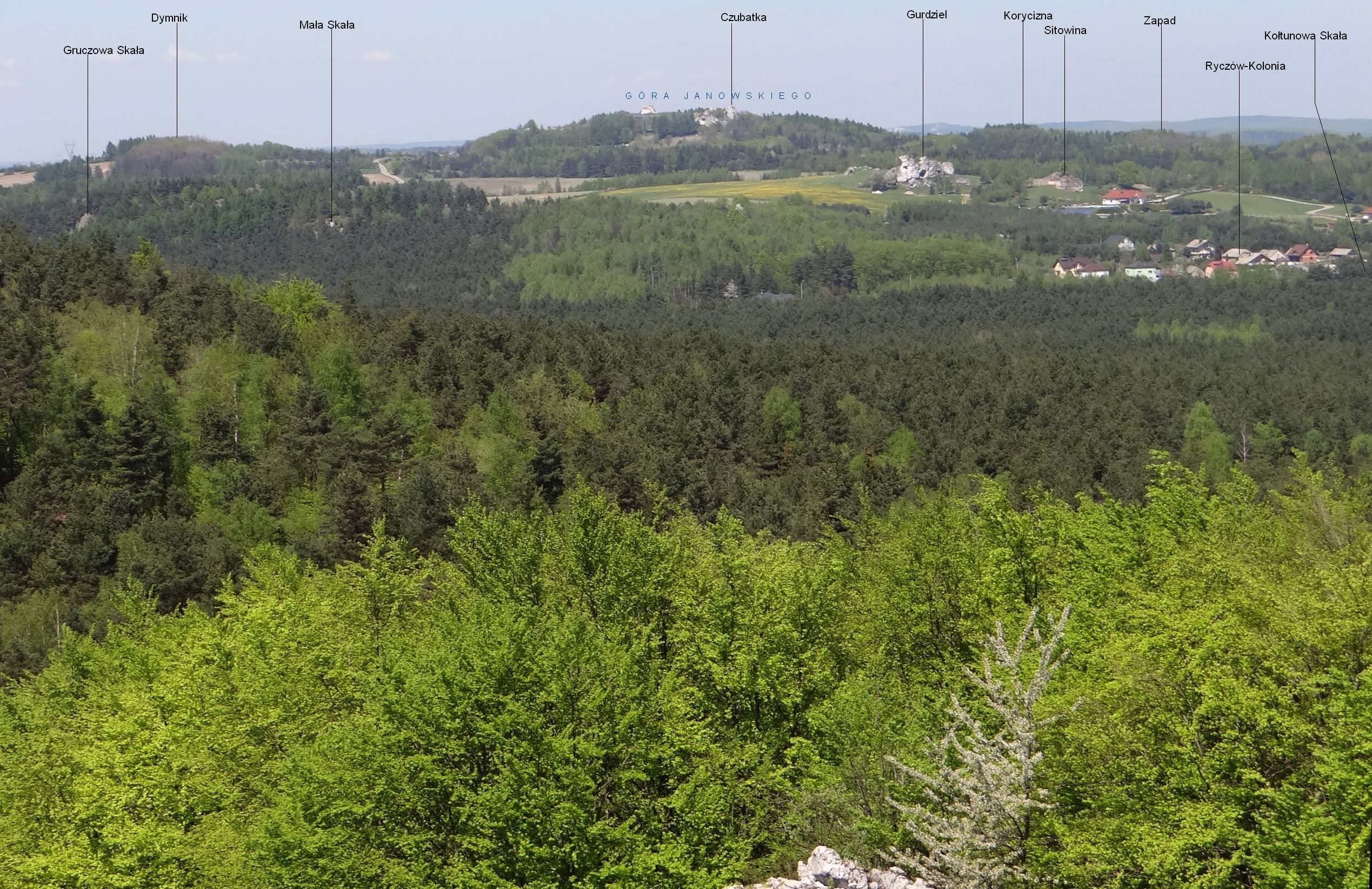
Widok z Wielkiego Grochowca

Kołtunowa Skała – skała we wsi Ryczów-Kolonia w województwie śląskim, w powiecie zawierciańskim, w gminie Ogrodzieniec. Znajduje się na Wyżynie Ryczowskiej, będącej częścią Wyżyny Częstochowskiej wchodzącej w skład Wyżyny Krakowsko-Częstochowskiej. Skały na tej wyżynie zbudowane są z późnojurajskich wapieni.
Kołtunowa Skała znajduje się na wysokości 425 m n.p.m. w lesie po południowej stronie zabudowań wsi Ryczów- Kolonia, w niewielkiej odległości od leśnej drogi.